# Placówka Straży Celnej „Szczepankowo”

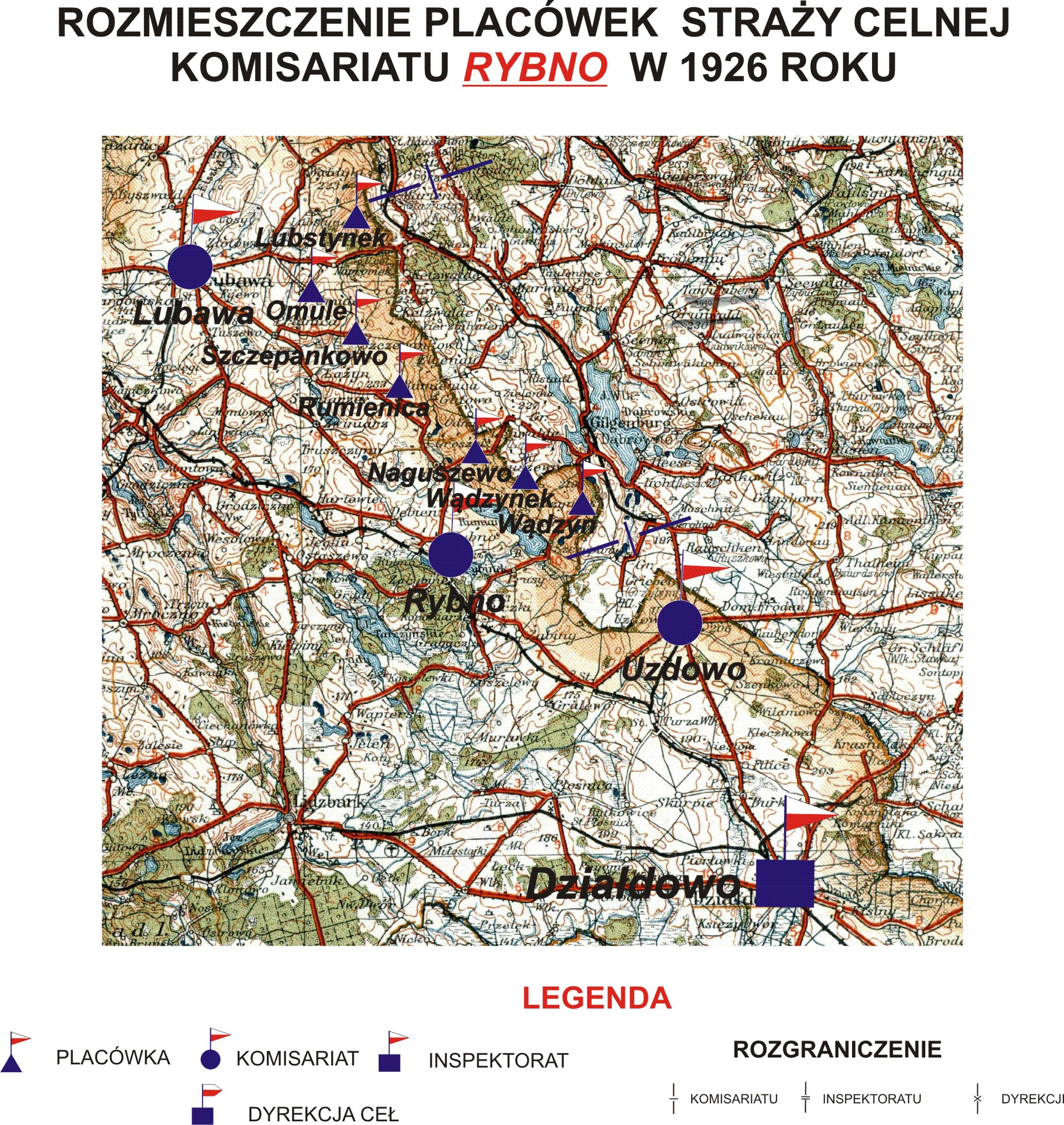
Rozmieszczenie placówek SC komisariatu "Rybno" w 1926 r.

Placówka Straży Celnej „Szczepankowo” – jednostka organizacyjna Straży Celnej pełniąca w okresie międzywojennym służbę ochronną na granicy polsko-niemieckiej.

## Formowanie i zmiany organizacyjne
Na wniosek Ministerstwa Skarbu, uchwałą z 10 marca 1920 roku, powołano do życia Straż Celną. Jednostki Straży Celnej rozpoczęły przejmowanie odcinków granicy od pododdziałów Batalionów Celnych. W 1921 roku w Rybnie stacjonował sztab 4 kompanii 13 batalionu celnego. Kompania wystawiała między innymi placówkę w Szczepankowie. Proces tworzenia Straży Celnej trwał do końca 1922 roku. Placówka Straży Celnej „Szczepankowo” weszła w podporządkowanie komisariatu Straży Celnej „Rybno” z Inspektoratu SC „Działdowo”.
W drugiej połowie 1927 roku przystąpiono do gruntownej reorganizacji Straży Celnej. W praktyce skutkowało to rozwiązaniem tej formacji granicznej. Ochronę granicy północnej, zachodniej i południowej granicy państwa przejęła powołana z dniem 2 kwietnia 1928 roku Straż Graniczna. W strukturach nowo powstałej formacji nie odtworzono placówki „Szczepankowo”.

## Służba graniczna
Sąsiednie placówki
- placówka Straży Celnej „Rumienica” ⇔ placówka Straży Celnej „Omule” − 1926[9]

## Funkcjonariusze placówki
Kierownicy placówki
| stopień          | imię i nazwisko, numer  | okres pełnienia służby | kolejne stanowisko |
| ---------------- | ----------------------- | ---------------------- | ------------------ |
| starszy strażnik | Andrzej Kamiński (2518) | był w 1926             |                    |

Obsada personalna placówki w 1926:
- starszy strażnik Andrzej Kamiński (2518)
- strażnik Łucjan Kulas (2934)
- strażnik Józef Borusiak (2354)
- strażnik Stanisław Marchlewicz (2566)
- strażnik Andrzej Linka (2472)
- strażnik Stanisław Kwaśniewski (2468)